# Кугеево (Татарстан)
Кугеево (тат. Күгәй) — село на правобережной, Нагорной стороне Зеленодольского района Республики Татарстан. Административный центр Кугеевского сельского поселения.

## География
Расположено на ручьях, правых притоках реки Ари, в 35 км к юго-западу от города Зеленодольска.

## История
Татарская деревня Кугеева известна по письменным источникам с 1647—1651 годов. Упоминается также как Айдарово. 
В XVIII – первой половине XIX века жители относились к сословию государственных крестьян (из бывших ясачных татар), 34% числились крещёными. Основные занятия жителей в этот период – земледелие и разведение скота, были распространены портняжный и кузнечный промыслы, выделка брусьев.
Согласно «Спискам населённых мест Российской империи» по состоянию на 1859 год в казённой деревне Кугеева: 117 дворов крестьян, население — 314 душ мужского пола и 287 женского, всего — 601 человек. Магометанская мечеть. 
В 1877 году построена новая мечеть.
По сведениям переписи 1897 года, в деревне Кугеево Свияжского уезда Казанской губернии жили 1285 человек, из них 1283 мусульманина.
В начале XX века действовали мечеть, медресе, 4 ветряные мельницы, шерстобойня, кузница, 5 мелочных лавок. В этот период земельный надел сельской общины составлял 1435 десятин.
До 1920 года село входило в Косяковскую волость Свияжского уезда Казанской губернии. С 1920 года в составе Свияжского кантона ТАССР. С 14 февраля 1927 года в Нурлат-Ачасырском, с 1 августа 1927 года в Нурлатском, с 1 февраля 1963 года в Зеленодольском районах.
В 1931 году в селе организован колхоз «Кызыл урманчы». С 1994 года коллективное предприятие, с 2001 года сельскохозяйственный производственный кооператив «Кугеевский» (полеводство, молочное скотоводство).
В 1969–2010 годах работал детский сад.

## Население
| 1782 | 1859 | 1897 | 1908 | 1920 | 1926 | 1938 | 1949 | 1958 | 1970 | 1979 | 1989 | 2002 | 2010 | 2017 |
| ---- | ---- | ---- | ---- | ---- | ---- | ---- | ---- | ---- | ---- | ---- | ---- | ---- | ---- | ---- |
| 127  | 600  | 1285 | 1610 | 1632 | 1411 | 1580 | 1038 | 873  | 819  | 695  | 519  | 543  | 412  | 449  |

Национальный состав села — татары.

## Инфраструктура
В селе действуют начальная школа – детский сад, дом культуры им. Г. Хусаинова и библиотека, фельдшерско-акушерский пункт (с 1971 г.), многофункциональный центр (с 2019 г.).

## Религия
Мечеть «Галим» (с 1994 г.).

## Известные люди
- Гали Хусаинов[тат.] — театральный и телевизионный режиссёр.
- Халил Хайруллин — Герой Советского Союза.